# Bajke in pripovedke slovenskega ljudstva z mitološkim uvodom
Bajke in pripovedke slovenskega ljudstva z mitološkim uvodom je najbolj obsežna zbirka slovenskih bajk in pripovedk. Knjiga je bila prvič izdana leta 1930, ponovno pa so jo natisnili leta 1997 in sicer z namenom ohranjanja kulturne dediščine. Bajke in pripovedke je zbral in objavil Jakob Kelemina.

## O avtorju
Jakob Kelemina je bil slovenski literarni zgodovinar, literarni teoretik, folklorist in utemeljitelj germanistike. Rodil se je 19. julija 1882 na Vinskem vrhu pri Ormožu, umrl pa je 14. maja 1957 v Ljubljani.

## Vsebina
V knjigi je najprej kratek mitološki uvod v katerem so predstavljene značilnosti mitoloških bitij, ki se pojavljajo v bajkah in pripovedkah v knjigi. Knjiga je razdeljena na šest sklopov in sicer glede na bitja, ki nastopajo v zgodbah. In sicer v knjigi najdemo zgodbe o duhovih, vilinskih bitjih,  demonska bitja, nebeški vladarji, zgodbe iz sveta in njegove ureditve, ter tiste z junaškimi snovmi. V knjigi je zbranih 260 različnih mitov in pripovedk
Z zgodbami se tako seznanimo s slovenskimi bajeslovnimi bitji, spoznavamo avtohtono kulturo in religijo, spoznavamo vilinska bitja, duhove, demone, nebeška bitja, višja bitja, mitina bitja, heroje...

### Pripovedke o duhovih
Kresnik; Razna sporočila o Kresnikih; Vesnik; Deva; Netek; Jurman; Zora; Belin; Močni kovač, nazvan Kurent; Kurent uklet v vola; Mladenič v luni; Kovač pri kralju Matjažu; Trdoglav. Krutoglav; »Mital«; Jarnik; Jurij s pušo; Zlatorog; Zeleni lovec in Dogana; Čarostrelec Lampret; Čarostrelec Jernik; Nočni jager; Nočni lovec odrešen; Zeleni vrag ali Hudič; Hudi duh goni živali; Vrag hodi ljudi težit; Hudega duha klicati; Otrok prodan Hudemu duhu; Trentarski študent; Vragov konec; Vedomci delajo sončni mrk; Goriška sporočila o Vedomcih; Koroško sporočilo; Pri beneških Slovencih; Gorenjski Vedanc; Vedomci uročijo z zlim pogledom; Vidovina; Belokranjska Vidovina; Čarovnik hodi v megle; Čarovnik in kum; Vesne, Vešče, Čarovnice na Goriškem; Vešča z brezovo roko; Vešče in ribič; Čarovnice delajo točo; Coprniced gonijo ljudi; Coprnica pobira pšenico; Nabiranje rose; Razne vrste coprnic; Coprnice – goske; Coprnico pačiti; Divji lovec ali Hrust. Gorni mož; Čevljar in divji lov; Zlata baba ali Pehtra na Gorenjskem; Na Koroškem in Goriškem; Pethra gre; Pehtra – Kvatrna baba; Zmij ali Škopnjak; Mora; Trotamora; Mrak; Volkodlak in deklica; Povest iz savinjse doline; Volkodlak odrešen zakletstva; Kmet izvleče Volkodlaku grlj iz lape; Dahovina; Deklica ukleta v belo divjo kozo; Kraljična ukleta v kačo; Zavdana deklica za Starim gradom; Izdana gospodična želi rose; Gospodična v hribu; Zlatica v Bogatinu; Beli konj na Vršavcu; Zaklat ukletega viteza v Triglavu; Grad v Hodešah; Zaklad v gornjem celjskem gradu; Zaklad v Orlici; Ukleti graščak pohorskega gradu; Zaklad landeškega gradu na Frankolovem; Ož čuva hišo; Kača, ponočni gospodar hiše; Kača daruje krono; Kačec ali Kačji pastir. Kačja kraljica s krono; Bela kača; Žiljštajn ali kačji kamen; Mavje, Movje ali Žive; Svareče živali; Kaliga, huda ptica; Pes Marant; Brezglavec; Svečniki; Lučke v hribih; Žena vidi vedomce; Vampirji; Preminoli Ižekovčan; Žareča čreda v Muzgah; Dvakrat na svetu; Torek in četrtek; Mrtvaški ljubec; Prelita kri zahteva maščevanje; Grmade; Strah v rakičanskem gradu; Strah v lotmerškem gradu; Preklesa; Podmenki; Sojenice in Rojenice. Prekmurska sporočila; Dečku je usojeno, da se bo utopil; Sojenice sodijo trojčkom; Sojenice prisodijo nevesto; Rojenice sodijo dečku, da se bo obesil; Rojenice sodijo dečku, da bo vanj treščilo

### Pripovedke o vilinskih bitjih
Lesniki; Škratje v Kamniških planinah; Dimek, Labus, Laber; Čatež; Berkmandeljc; Kapčeva jama pod Škrbino; Hudamos; Enooki gorski duh; Škrat v Hudi peči na Gorjancih; Škratov konec; Domači duhoci; Škratelj, hišni pomočik; Škratec oguljufan; Vile. Belokranjska sporočila; Gorska Vila vzame junaka; Vile zidajo puljski amfiteater; Vila, kmetova žena; Povesti iz Krčičke doline; Prekmurska sporočila; Rojenice, Žalke, Bele žene uče kmete; Rojenice v Lipljeniški jami; Kmet in Žalik žena; Morska deklica si vzame moža; Žalik žena v postelji; Klobko preje; Bele žene koroških planin; Žalka in lovec; Divje žene na Kozjaku; Vile v Gozdniku; Žal žene na Solčavi; Divje žene ali Krivjopete beneških Slovencev; Morske deklice ali Matice; Belokranjska sporočila; Vile obdarijo pastirčka z rogatim blagom; Ura pride, človeka pa več ne bo; Divji mož ali Vilenjak; Divji mož in lovec; Hostnika preženo s hudo muco; Kanih; Divji mož ubit; Divji mož ukanjen; Povodni mož ugrabi deklico; Salemsonar; Muk; Povodni mož nese ženo domov; Gestrin; Povodni mož se razide; Povodni mož odvede kozo; Povodnemu možu odsekana roka; Povodna moža se borita; Dekle odide za Povodnim možem

### Pripovedke o demonskih bitjih
Gorski velikani; Blagodej; Ajdi v Mežiški dolini; Ajdovski oltarji na gori pri Dobrli vesi; Ajdovske ali Rimske deklice. Grki; Krvavi kamen na Gorjancih; Orjaška Špelica; Zmaj v Konjiški gori; Zmaj v Solčavskih gorah; Zmaj na Vetrniku pri Kozjem; Zmaj v Peci; Vož. Metalski zmaj; Pohorski Vouvel; Baron Balon; Berbara in slična bitja; Ježi baba ali Šiška baba; Vetrovi; Ne preklinjaj vetra; Vetrnik; Pesjan; Sam; Podlegaj ali »Vuorek«; Prekmurske povesti; Lepa Vida; Matoha; Božja deklica. Perica; Bela žena spreminja vodo v vino; Bela žena na hudem polju; Preglavica; Bela žena: Smrtnica; Bela žena z detetom; Torklja prinaša otrokom železne zobe. Hodi prest; Razbija na podstrešju; Torkla kuha štrene; Mokoška

### Pripovedke o nebeških vladarjih
Perun, nazvan Trot; Gromovnik Ilija; Lucifer zveličan; Sv. Matija

### Pripovedke o svetu in njegovi ureditvi
Početek sveta; Vesoljni potop; Kurent reši človeka iz vesoljnega potopa; Rabeljsko jezero; Kaznovana skopulja; Povodni mož prestavlja jezero; Ukleti tolmun v Drnovem pri Kamniku; Odčarana močarina; Nevarno jezero na Kukovi gori; Cerkniško jezero; Divje babe izkopljejo Soči novo strugo; Drava, Sava in Soča; Krvava stena v Zilski dolini; Baba nad Kočno; Grozka. Govče; Kamenita krava na Kumu; Čestitke v Opatovi gori; Škratkovica; Hudičkov gozd; Še o Hudičevih delih v naravi; Cvetnik; Zvon na Četrti; Vhod v spodnji svet; Peklo; Konec sveta; Praprotno seme; Mavričin koren; Srebrna ruda; Zlati vir v Kamniških planinah; Daritve; Uroki; Vedeževanje; Kolomon; Desetnik

### Pripovedke z junaškimi snovmi
Pes Marko in Pesjani; Kristjan uteče iz pesjanskih rok; Kralj Pesoglav; Atila; Prihod Slovencev; Vurberški Kresnik; Nadaljnji odmevi Kresnikove povesti; Kralj Matjaž (novejša sporočila); Junaška deklica; Devin skok; Lamberžan, gospod na Kamenu; Lepa Vida (novejša oblika); Miklova Zala; Sovražna brata; Hrastovski gospod; Vitez Krutogvava; Pirniški gospod; Frankovska doba; Veronika; Peter Klepev; Martin Krpan

## Izdaje
knjiga je izšla v dveh ponatisih. Prvič leta 1930 drugič pa šele leta 1997, izšla pa je pri založbi Humar, ki se ukvarja s slovenskim domoznanstvom.